# Raça Negra (álbum de 1991)
Raça Negra é o primeiro álbum de estúdio da banda de pagode Raça Negra. Foi lançado em 1991 pela gravadora RGE (hoje Som Livre).

## Faixas do LP
1. "Quero Ver Você Chorar" – (Luiz Carlos)
2. "Somente Você" – (Luiz Carlos)
3. "Caroline" – (Luiz Carlos)
4. "Que Amor É Esse" – (Luiz Carlos / Maia)
5. "Tamborim Mensageiro" – (Talismã / Vanderlei Martins)
6. "Chega" – (Luiz Carlos / Ênio)
7. "Volte Amanhã" – (Gabú)
8. "Carência" – (Gabú)
9. "Pra Que Mentir" – (Luiz Carlos / Luiz Henrique da Rosa / Jorge)
10. "Sem Motivo" – (Luiz Carlos / Ênio)

## Faixas do CD
Quando relançado em CD, o álbum continha músicas do segundo trabalho da banda, lançado em 1992.
1. "É o Amor" – (Zezé Di Camargo)
2. "Quero Ver Você Chorar" – (Luiz Carlos)
3. "Somente Você" – (Luiz Carlos)
4. "Caroline" – (Luiz Carlos)
5. "Que Amor É Esse" – (Luiz Carlos / Maia)
6. "Tamborim Mensageiro" – (Talismã / Vanderlei Martins)
7. "Chega" – (Luiz Carlos / Ênio)
8. "Volte Amanhã" – (Gabú)
9. "Carência" – (Gabú)
10. "Pra Que Mentir" – (Luiz Carlos / Luiz Henrique da Rosa / Jorge)
11. "Sem Motivo" – (Luiz Carlos / Ênio)
12. "Desculpe, Mas Eu Vou Chorar – (César Augusto / Gabriel)
13. "Pensando Em Você" – (Luiz Carlos / Maia)
14. "Pare de Agir Assim" – (Luiz Carlos / Maia